# بخش اسکات (شهرستان براون، اوهایو)
بخش اسکات (به انگلیسی: Scott Township) یک منطقهٔ مسکونی در ایالات متحده آمریکا است که در شهرستان براون، اوهایو واقع شده‌است.
 بخش اسکات ۵۴٫۷ کیلومتر مربع مساحت و ۱٬۲۹۴ نفر جمعیت دارد و ۲۸۴ متر بالاتر از سطح دریا واقع شده‌است.